# 1942 en Italie
Chronologie de l'Italie
- 1938
- 1939
- 1940
- 1941
- 1942
- 1943
- 1944
- 1945
- 1946

## Événements

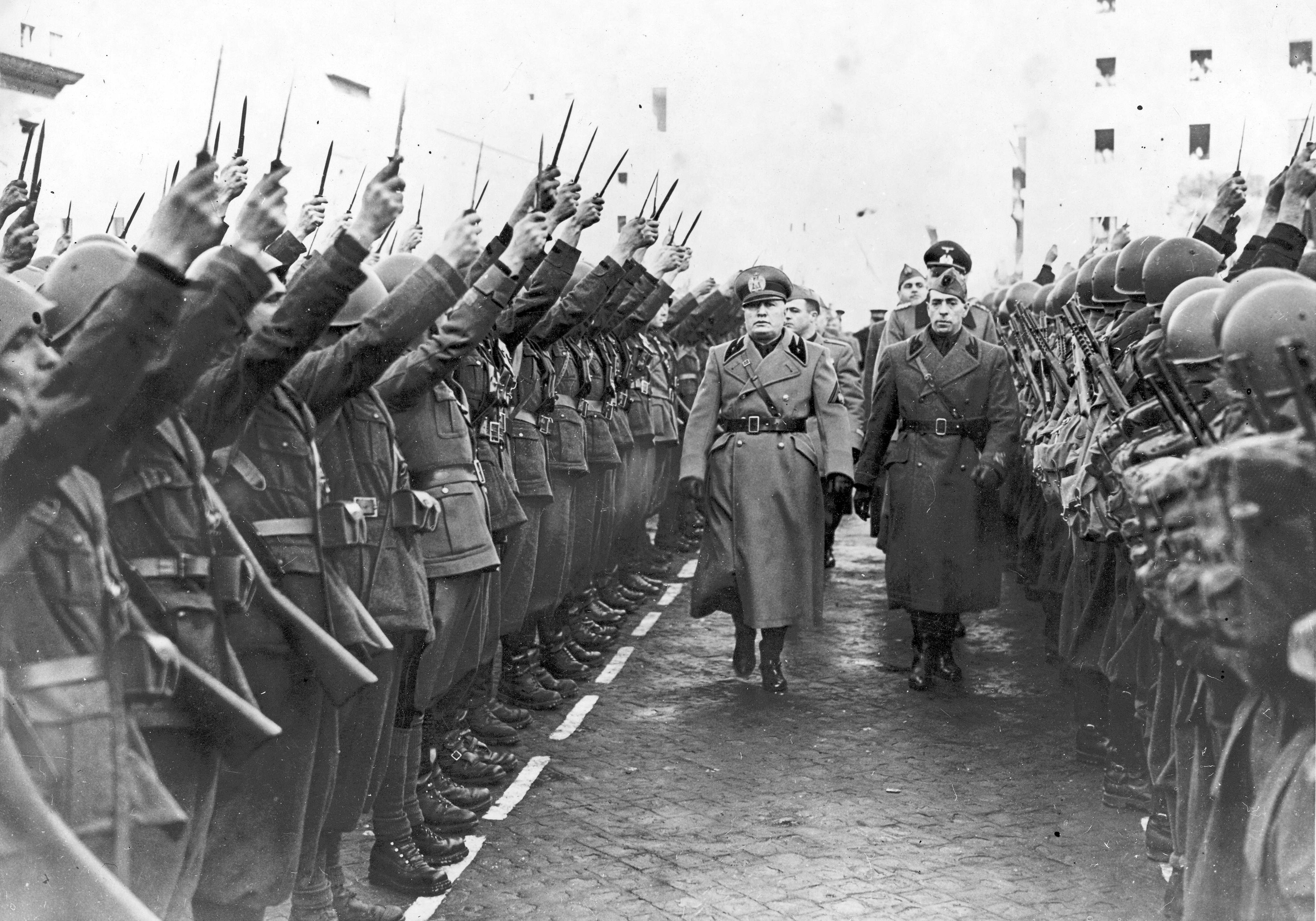
: célébration du 19ème anniversaire de la fondation de la milice fasciste à Rome.

- 23 février : création du camp de concentration de Gonars[1].

- 22 mars : seconde bataille de Syrte[2].

- 21 avril : entrée en vigueur du nouveau Codice civile (code civil italien) remplaçant celui de 1865, promulgué par le décret royal du 16 mars[3]. Il est divisé en six livres inspirés du Code civil suisse : Droit des personnes ; Droit de la famille ; Droit des successions et des biens ; Droit des obligations ; Droit du travail ; Protection des droits. Sur le fond, le contenu reste largement inspiré du Code civil français
- Mai : création du camp de Fossoli, un camp de prisonniers de guerre situé à Fossoli, une frazione de la commune de Carpi, en Émilie-Romagne, qui sera utilisé par la suite par les SS comme camp de regroupement et de transit (en allemand : Polizei-und Durchgangslager) de prisonniers politiques et raciaux, lesquels avaient pour destination les camps de concentration d'Auschwitz, de Dachau, de Flossenbürg et de Buchenwald[4].

- Juillet : 
  - création du Parti d'action (Partito d'Azione) par les forces anti-fascistes[5].
  - un nouveau corps expéditionnaire italien de 200 000 hommes arrive sur le front russe. Il y subit de lourdes pertes[6].

- 2 décembre : bataille du banc de Skerki dans le canal de Sicile[7].
- 11 décembre : raid sur Alger, opération commando menée par Xe Flottiglia MAS, avec des torpilles pilotées (maïali) et le sous-marin Ambra[8].

- Restrictions alimentaires en Italie : la ration ordinaire de pain est fixée à 150 grammes par jour (250 pour les travailleurs) et la ration semestrielle de pommes de terre établie à quinze kilogrammes par personne. La production agricole italienne s’effondre et la ration en calories des Italiens atteint 50 % de celle des Allemands en 1942[9].

## Culture

### Cinéma

#### Films italiens sortis en 1942
- 20 février : Sissignora (Oui madame), film de Ferdinando Maria Poggioli
- 5 septembre : Bengasi, film d'Augusto Genina

### Littérature

#### Livres parus en 1942
- Beniamino Joppolo : La follia sia dunque autentica, Sulla collina, pièces de théâtre.

#### Prix et récompenses
- Prix Bagutta : non décerné
- Prix Viareggio : non décerné à cause de la guerre

## Naissances en 1942
- 22 février : Luigi Roni, 78 ans, chanteur lyrique (basse). († 26 mars 2020).
- 22 mai : Antonio Michele Stanca, généticien, professeur à l'Université de Milan, à celle de Modène et de Reggio d'Émilie. († 26 décembre 1903)
- 5 juin : Luciano Canfora, historien, philologue et universitaire, spécialiste de l'Antiquité.
- 15 août : Franco Mimmi, écrivain.
- 28 août : Giacomo Caliendo, magistrat et homme politique.
- 29 septembre : Felice Gimondi, coureur cycliste. († 16 août 2019)
- 1er octobre : Giuseppe Bertello, archevêque, président du Gouvernorat de l'État de la Cité du Vatican et de la Commission pontificale pour l'État de la Cité du Vatican depuis octobre 2011.
- 12 octobre : Paolo Gioli, peintre, photographe et réalisateur. († 28 janvier 2022).
- 22 novembre : Fabrizio Saccomanni, économiste. († 8 août 2019)

## Décès en 1942
- 1er janvier : Gino Olivetti, 61 ans, industriel, député de la XXVe législature du royaume d'Italie (1915-1919) et dirigeant de football, président de la Juventus de Turin. (° 5 septembre 1880)
- 6 janvier : Tina Modotti (Assunta Modotti Mondini), 45 ans, photographe, actrice et militante révolutionnaire italo-mexicaine. (° 17 août 1896)
- 23 janvier : Nazareno Strampelli, 75 ans, agronome, généticien et homme politique, qui fut l'un des précurseurs de la Révolution verte.  (° 29 mai 1866)
- 4 août : Alberto Franchetti, 81 ans, compositeur, appartenant à l'École du vérisme et à la Giovane Scuola. (° 8 septembre 1860).